# (10387) Бепиколомбо
10387 Бепиколомбо (англ. Bepicolombo) — астероид, принадлежащий поясу астероидов, открытый 18 октября 1996 года итальянским астрономом Пьеро Сиколи, а также астрономом Франческо Манка из Астрономической обсерватории (IAU-код 587) в Сормано, Италия.

## Обозначение и название
Предварительно обозначен как UQ 1996.
Астероид назван в честь итальянского математика Джузеппе Коломбо (1920—1984) из Падуанского университета, который внёс фундаментальный вклад в теорию орбитальных резонансов, особенно в отношении щелей Кирквуда и вращения Меркурия, а также оказывал специальные услуги при расчёте траектории полёта для миссий Маринер-10 и Джотто.

## Орбитальные характеристики
Астероид находится на среднем расстоянии от Солнца 2,685 а.е. и может уходить до 3,118 а.е. и приближаться к 2,251 а.е. Его эксцентриситет составляет 0,161, а наклон орбиты 12,66 градусов относительно эклиптики. Для завершения орбиты вокруг Солнца требуется 1607 дней. Инвариант Тиссерана по Юпитеру — 3,322.

## Физические характеристики
Абсолютная звёздная величина Бепиколомбо составляет 13,5.

### Сближения
| дата             | а.е.     | расстояний до Луны | небесное тело |
| ---------------- | -------- | ------------------ | ------------- |
| 04.08.2122 07:30 | 0,035269 | 13,74              | Ирида         |